# Школа злословия (телепередача)
«Шко́ла злосло́вия» — разговорная телепередача (ток-шоу), выходившая на российском телевидении в течение 12 лет: со 2 октября 2002 по 6 июля 2014 года. Ведущие — Татьяна Толстая и Авдотья Смирнова. Всего был снят 431 выпуск, из них показано в телеэфире 417.

## О программе
Как утверждали создатели программы, её цель — психологический анализ образа героя, так называемый «психоанализ имиджа». Ведущие во время беседы с гостем пытались показать и раскрыть его качества, выявить скрытые черты характера, зачастую неизвестные не только публике, но и самому герою.
Гостями являлись люди из различных областей науки, творчества, социальной сферы, политики, шоу-бизнеса.
Название программы — сознательное заимствование названия знаменитой пьесы Ричарда Шеридана «Школа злословия».

## История
Выходила в эфир со 2 октября 2002 года по 6 июля 2014 года.
В течение двух лет выходила в эфир на телеканале «Культура» в вечернее время изначально по средам, позже по понедельникам (со 2 октября 2002 года по 21 июня 2004 года, отсняты 74 выпуска, в эфир вышли 68).
К 2004 году руководство «Культуры» стало часто высказывать авторам и ведущим свои претензии относительно качества программы, ссылаясь на её невысокие рейтинги. Ведущие хотели встретиться с тогдашним главным редактором канала Татьяной Пауховой и объяснить ей, что без рекламы и популяризации канала рейтинги высокими не могут быть априори, но все её встречи по разным причинам откладывались на неопределённый срок. Помимо этого, руководство телеканала также ставило перед создателями программы условие — не приглашать гостей, которые так или иначе были связаны с политикой. В это же время Толстой и Смирновой начали предлагать перейти со своей программой на телеканал НТВ, и они вскоре приняли это предложение. Приказ о подписании контракта с производителями передачи стал последним для Николая Сенкевича в качестве генерального директора НТВ.
На «четвёртой кнопке» программа выходила в течение десяти лет (с 30 августа 2004 года по 6 июля 2014 года, отсняты 357 выпусков, в эфир вышли 349). Первоначально программа выходила на НТВ по понедельникам вечером. Но, начиная с 2005 года, программе стали постоянно менять дни недели и время выхода в эфир, и в последние годы своего существования в телеэфире «Школа злословия» выходила поздно ночью в выходные дни.
С сентября 2008 года шоу проходило в студии с новыми декорациями и без зрителей. Теперь в программу могли быть приглашены одновременно два гостя. К новшествам относилось также то, что после основной беседы гость делился своими впечатлениями от участия в программе, о состоявшемся разговоре (раньше только ведущие обсуждали гостя).

## Создание передачи
Съёмки программы проходили два дня подряд: с 8 утра до 12 ночи (от 4 до 8 программ за день) с перерывами по 15—20 минут.
Гостей программы выбирали сами ведущие. В поле их интереса попадали не только люди науки и искусства, но и политики, общественные деятели, представители шоу-бизнеса.
Ведущие совместно написали книгу «Кухня „Школы злословия“» (Издательство: «Кухня», 2004) и приняли участие в создании сборника рассказов «Книга, ради которой объединились писатели, объединить которых невозможно» (Издательство: «Фонд помощи хосписам „Вера“», 2009), все средства от реализации которого были направлены в Фонд помощи хосписам «Вера».

## Запрет передач
За неполные 12 лет существования программы, 14 выпусков не вышли в эфир. Назывались разные причины: нежелание гостей видеть передачу со своим участием в эфире, «задействование» механизмов административного ресурса, прямая цензура. Автогонщик и шоумен Николай Фоменко рассказывал, что передача с его участием была запрещена по личному распоряжению главного редактора «Культуры» Татьяны Пауховой с формулировкой «непочтительное отношение к власти».
Также список невышедших программ обсуждался в сообществе «Школы злословия» в Живом Журнале, в дневниках участников программы.
В начале 2004 года Владимир Сунгоркин открыто конфликтовал с авторами программы, которых называл «бессовестными людьми». В письме в «Российскую газету» он написал:
Ничего подлее и бессовестнее, чем запись передачи со мной, я не видел. Не удивляюсь тому, что Леонид Парфёнов и художник Шилов ушли прямо с записи
В 2007 году выпуск передачи с участием Александра Белова был запрещён и в эфир так и не вышел, хотя и представлен в сети Интернет.

## Награды и номинации
«Школа злословия» — обладатель премии «ТЭФИ—2003» в номинации «Ток-шоу».
Татьяна Толстая и Авдотья Смирнова — финалистки «ТЭФИ—2004» в номинации «Интервьюер».

## Закрытие
29 мая 2014 года ведущая Татьяна Толстая на своей страничке в Facebook сообщила о закрытии ток-шоу «Школа злословия». Вскоре она вместе с соведущей Авдотьей Смирновой поблагодарили весь творческий коллектив, гостей программы разных лет, а также телеканалы «Культура» и НТВ — «за то, что бесконечно долго терпели неформатные личности и вольные разговоры».

### Причины закрытия
Причины закрытия ток-шоу ведущими не упоминались, но по сообщению пресс-службы телеканала НТВ, программу закрыли «в силу экономических обстоятельств».
Автор идеи «Школы злословия», теле- и кинокритик Юрий Богомолов, заявил о том, что пресс-служба канала НТВ несколько лукавит:

«Программа уже довольно давно самому каналу, его руководству кажется обузой. Она недостаточно рейтинговая, оттого её ещё, наверное, и двигали по сетке вещания и задвинули за полночь. Но она является обузой и в философском смысле. Слишком много интеллектуальной субстанции у этой программы — для канала, который с утра до вечера выстреливает криминальными сериалами и сенсационными разоблачениями в сфере шоу-бизнеса. Канал её держал исключительно, я думаю, чтобы немножко репутацию свою отбелить. Но, видимо, сегодня в этом нет надобности»— .

### Возможность перехода «Школы злословия» на другой телеканал
18 июня 2014 года ведущая Татьяна Толстая в программе «Говорите» на телеканале «Дождь» ответила на вопрос о возможности перехода ток-шоу «Школа злословия» на другой телеканал:

«Дуня не будет больше сниматься… Она не хочет, у неё есть своя интересная работа, и много. Она отказалась, она сказала, что она больше сниматься не будет… Одна я не пойду. Если я пойду одна, то это съест моё время, которое мне нужно для литературной работы. Я только если с кем-то в паре, но…»— 